# MC Mix
Алексе́й Воротя́гин (18 октября 1975, Москва, СССР — 27 июня 2013, Москва, Россия), более известный под сценическим псевдонимом MC Mix — российский рэп-исполнитель, музыкальный продюсер, бывший участник групп A.D.A., Max Mix Production и Da B.O.M.B.
MC Mix начал свою карьеру в 1993 году в составе гангста-рэп-группы A.D.A., после распада которой вместе с Максимом Ковалёвым («Mad Max») образовал дуэт Max Mix Production. В 1994 году группа выпустила самиздатом дебютный альбом «Чужая территория», а также сольный альбом Mix MС «Жестокость или нет». В 1997 году группы Max Mix Production и Da Lost Boyz объединились в группу Da B.O.M.B. и в конце года выпустили альбом. С 1997 по 1998 год Mix записал второй сольный альбом «Начало конца (Хронология)», который увидел свет лишь в 2012 году.
C 2000 по 2005 год MC Mix отбывал наказание в колонии строгого режима, куда он попал за хранение наркотиков без цели сбыта. В 2010 году MC Mix принял участие в записи песен для альбомов рэперов Dime и Рем Дигга. В 2011 году был выпущен сингл от Max Mix Production — «Hardcore», а в 2012 году макси-сингл Da B.O.M.B. — «10 лет/Настоящий хип-хоп». 27 июня 2013 года Алексей «MC Mix» Воротягин умер от сердечного приступа. После его смерти вышло переиздание первого альбома Da B.O.M.B., альбом Max Mix Production «Жизнь в…» (2014), и сольный альбом MC Mix «Время моей жизни» (2017).

## Биография
Впервые с хип-хопом Алексей Воротягин познакомился в 1991 году, когда его друзья, Дмитрий (Tape-D) и Александр (DJ Scratch он же DJ Escape), будущие коллеги по группе A.D.A., дают ему послушать альбомы групп Public Enemy, Beastie Boys и N.W.A. В этом же году осенью он знакомится с Максимом «Mad Max» Ковалёвым, вместе с которым ходит на курсы для поступления в институт МГАПИ (Московской государственной академии приборостроения и информатики). В итоге оба поступают в институт, но учатся на разных факультетах. Ковалёв даёт ему новый альбом Ice-T — «O.G. (Original Gangster)», после прослушивания которого Воротягин принимает решение заняться сольной карьерой. В феврале 1993 года группа A.D.A. (Mix MC, Tape-D, DJ Scratch он же DJ Escape) записывает свой первый трек с помощью драм-машины, голосового ревербератора, синтезатора и старого советского микрофона. Летом 1993 года у Александра (DJ Escape) появился компьютер, с помощью которого в домашних условиях был записан альбом «G-Style» проекта A.D.A. Аудиокассету можно было приобрести на «Горбушке» в декабре 1993 года. Альбом выдержан в стиле гангста-рэп, и является попыткой подражания американскому «гангстерскому» стилю с упоминанием уличных потасовок, криминальных разборок и бандитских историй. Осенью 1993 года Tape-D и DJ Scratch ушли в армию.
Mix MС остаётся один и объединяется со своим другом Максимом «Mad Max» Ковалёвым в дуэт Max Mix Production. С января по июль 1994 года в домашних условиях они записывают альбом «Чужая территория». В качестве музыки для своих новых композиций они использовали инструменталы DJ Scratch'а (он же DJ Escape), которые он сделал до ухода в армию. Самый первый их трек, «Max Mix (Original Mix)», высмеивает творчество популярного на тот момент певца Богдана Титомира. Среди песен наиболее известным был трек под названием «Чужая территория», текст которого просто изобиловал матом. По словам самих Микса и Макса, это не был дословный перевод американских рэперов, а всего лишь подражание самому стилю, попытка «адаптировать» эту культуру в России. Альбом Max Mix Production рэперы сами раздавали на «Горбушке» в июле 1994 года.
Летом 1994 года Mix MС записал в домашних условиях свой первый сольный альбом «Жестокость или нет». Группа подала заявку на участие в фестивале Rap Music 1994, но поскольку на тот момент у них не было трёх треков, записанных на профессиональной студии, то в участии им было отказано. В октябре 1994 года MC Mix и Mad Max начинают записывать на профессиональной студии «Смысл Жизни» альбом «Чужая территория», ранее записанный в домашних условиях. Одноимённая песня была записана на студии в мае 1995 года. По словам Mix MC, в то время за запись одного трека на профессиональной студии артист платил минимум 200—300 долларов, и в те годы это были большие деньги.
В марте 1995 года Влад Валов приглашает группу Max Mix Production выступить в московском клубе «Эрмитаж», где они исполняют песню «Max Mix». Посмотрев данное выступление, спустя некоторое время рэпер Sir-J (Bust A.S.!) записывает дисс-трек «Те-Рэп-Ия», высмеивающий подражание американскому стилю «гангста-рэп».
В 1996 году группа выступает с песнями «Max Mix» и «Чужая территория» на День города в Москве по приглашению Влада Валова. В конце 1996 года Max Mix Production, имея карт-бланш на студии «Смысл Жизни», начинает работу над двумя новыми песнями «Я не верю» и «Твой дом — это гроб».
Летом 1997 года рождается идея проекта Da B.O.M.B., в который входили группы Da Lost Boyz (Dime, Mr. Shotgun, Dr. N-Drey), Max Mix Production (MC Mix, Mad Max), A.D.A. (Tape-D, Mix MC, DJ Escape). Рэперы приступают к работе на студии «2С» со звукоинженером Виктором «Мутантом» Шевцовым, известным по работе с Дельфином и группой «Дубовый Гаайъ». В дополнение к уже записанным песням записывается сольная вещь Доктора Андрея «Смерть дышит тебе в спину»; композиция Da Lost Boyz «Их не нашли», спродюсированная Мастером Спенсором; ремикс на дебютную песню Max Mix Production «Max Mix», а также общая композиция «У меня в кармане бомба», ставшая заглавной песней проекта.
В 1997 году вышел дебютный альбом Da B.O.M.B., который был представлен как «Da Lost Boyz & Max Mix Production». Вышел альбом при поддержке Мастера Спенсора на лейбле «Элиас Records». После выхода альбома проект Da B.O.M.B. получил некоторую известность и положительную реакцию слушателей. Отличительной чертой данного альбома является присутствие ненормативной лексики в песнях группы Max Mix Production, чего раньше нельзя было встретить на записях у российских рэперов. Но в этот период Da B.O.M.B. практически не существует, поскольку группа Da Lost Boyz распалась из-за разногласий Дайма со своим бывшим сотоварищем по группе — Mr. Shotgun'ом. В результате чего в 1998 году Dime и Dr. N-Drey создали совместный проект «Nonamerz». Альбом Da B.O.M.B. был переиздан на лейбле RAP Recordz 10 апреля 2000 года. К названию альбома добавилась приставка «Версия 1.2000». В 2007 году российский портал Rap.ru добавил альбом «Версия 1.2000» в список главных альбомов русского рэпа 2000 года.
В 1997 году Mix MC основал собственный лейбл Chief Rocka Music, с помощью которого он позиционировал себя как битмейкер и продавал свою музыку начинающим рэперам.
С 1997 года по 1998 год под влиянием альбомов групп «Дубовый Гаайъ» и «Рабы лампы» MC Mix записал на студии «Смысл Жизни» сольный альбом «Начало конца», в котором затрагиваются темы наркотиков и взаимоотношений между мужчиной и женщиной. По словам самого рэпера, «этот альбом — первая часть моего сольного проекта, он является как бы прологом. А дальше обязательно будет второй сольник, логически завершающий давно планировавшуюся мной хип-хоп дилогию». Альбом должен был выйти в 2000 году, но увидел свет лишь в 2012 году. Несколько композиций из альбома вошли в сборники лейбла RAP Recordz.
C 2000 по 2005 год MC Mix провёл в колонии строгого режима, куда он попал за хранение наркотиков без цели сбыта. В 2005 году появились слухи о четвёртом альбоме Da B.O.M.B., посвящённом 10-летию группы, где помимо Шотгана и Макса поучаствует и Микс. Выпуск релиза был намечен на 2006 год, но так и не был выпущен.
В 2010 году MC Mix принял участие в записи песни «Сто миллионов рублей» для сольного альбома Дайма «Матч пойнт» (2010). В 2010 году группа Da B.O.M.B. в составе Shotgun, MC Mix и DJ Escapo выступила на радиопередаче «Hip-Hop TV» на Next FM 27 января 2010 года.
В 2011 году Mix MC поучаствовал на релизах ростовского рэпера Рем Дигги: на его сольном альбоме «Глубина» и на совместном с Black Market альбоме в треке «Салют». 22 августа 2011 года был выпущен сингл от Max Mix Production — «Hardcore».
30 марта 2012 года был выпущен интернет-макси-сингл Da B.O.M.B. — «10 лет/Настоящий хип-хоп», состоящий из двух песен 2006 и 2010 года соответственно, ремиксов на эти песни и инструменталов. В ноябре 2012 года MC Mix выпустил на компакт-дисках дебютный альбом «Начало конца. Хронология», записанный в период с 1997 по 1998 год. Презентация альбома состоялась 18 ноября 2012 года в ТЦ «Горбушкин Двор» при участии Shotgun, MC Mix и DJ Escapo.
MC Mix и Max закончили работу над дебютным альбомом Max Mix Production в мае 2013 года. Они планировали снять видеоклип на песню «Смит Энд Вессен», но трагические обстоятельства прервали работу. 27 июня 2013 года Алексей «MC Mix» Воротягин умер от остановки сердца. 17 октября 2013 года на компакт-дисках вышло переиздание альбома 1997 года с пятью бонус-треками.
29 июня 2014 года вышел в свет новый альбом Max Mix Production «Жизнь в…», состоящий из песен, записанных группой с 2009 по 2014 годы. Альбом посвящён памяти Алексея «MC Mix» Воротягина и 20-летию группы (1994-2014).
14 декабря 2017 года состоялся интернет-релиз посмертного альбома MC Mix «Время моей жизни», в который вошёл материал, записанный рэпером с 2009 по 2013 годы.
В 2019 году Максим Ковалёв (Max) дал интервью для видеоблога Inside Show, в котором рассказал почему ушли из жизни участники группы Da B.O.M.B. По словам Максима, Микс и Шотган «подсели на героин» ещё в 1998 году. Осенью 2000 года Микса посадили за хранение наркотиков без цели сбыта. Ему дали 8 лет строгого режима, но он вышел по УДО в апреле 2005 года. С тех пор к наркотикам Микс не возвращался. Новые песни начал писать в 2006 году. В последние дни жизни у Воротягина началась депрессия, и накануне его смерти к нему домой приезжал Шотган, который по словам Максима, «никогда не был в завязке».

## Дискография

### Студийные альбомы
- 1994 — Mix MС — «Жестокость или нет» (июль 1994 года) (аудиокассета)
- 2012 — MIXиЯ (a.k.a. MixMC) — «Начало конца (Хронология)» (лейбл: Da B.O.M.B. Music) (записано в 1997-1998 годах) (интернет-релиз: 18 октября 2012 года) (CD)

### Концертные альбомы
- 2013 — MIXиЯ (with Escapo & Shotgun) — «Начало конца (Хронология) Live!» (1 апреля 2013 года) (интернет-релиз)

### Посмертные студийные альбомы
- 2017 — MC Mix — «Время моей жизни» (лейбл: Da B.O.M.B. Music) (14 декабря 2017 года) (интернет-релиз)

### Совместные альбомы
- 1993 — «G-Style» (в составе группы A.D.A.) (декабрь 1993 года) (аудиокассета)
- 1994 — «Чужая территория» (в составе группы Max Mix Production) (июль 1994 года) (аудиокассета)
- 1997 — «Da Lost Boyz & Max Mix Production» (в составе группы Da B.O.M.B. [Da Lost Boyz & Max Mix Production]) (лейбл: Элиас Records) (сдача в тираж - декабрь 1997 года, выпуск - январь 1998 года) (аудиокассета)
- 2000 — «Версия 1.2000» (в составе группы Da B.O.M.B. [Da Lost Boyz & Max Mix Production]) (лейбл: RAP Recordz) (10 апреля 2000 года) (аудиокассета)
- 2013 — «Max Mix Production & Da Lost Boyz» (в составе группы Da B.O.M.B.) (дополненное коллекционное издание) (лейбл: Da B.O.M.B. Music) (дистрибьютор: Hip-Hop Точка) (17 октября 2013 года) (CD)

### Посмертные совместные альбомы
- 2014 — Max Mix Production — «Жизнь в…» (записан с 2009 по 2014 годы) (лейбл: Da B.O.M.B. Music) (дистрибьютор: Hip-Hop Точка) (29 июня 2014 года) (CD)

### Синглы
- 2011 — «Hardcore» (Max Mix Production) (макси-сингл) (лейбл: Da B.O.M.B. Music) (22 августа 2011 года) (интернет-релиз)
- 2012 — «10 лет/Настоящий хип-хоп» (Da B.O.M.B.) (макси-сингл) (лейбл: Da B.O.M.B. Music) (30 марта 2012 года) (интернет-релиз)
- 2013 — «Я еду дальше» (MC Mix feat. DJ Spot) (макси-сингл) (лейбл: Da B.O.M.B. Music) (17 октября 2013 года) (интернет-релиз)

## Фильмография

### Документальные фильмы
- 2009 — Хип-Хоп В России: от 1-го Лица (июль 2009 года) (режиссёр: Александр Рыжков)

### Концертное выступление
- 1996 — Max Mix Production — «Чужая территория» (Live 1996)
- 2012 — Mix MC — Презентация альбома «Начало конца (Хронология)» в ТЦ «Горбушкин Двор» 18 ноября 2012 года (режиссёр: Пётр Поляков)

### Видеоклипы
- 2012: Da B.O.M.B. — «У меня в кармане бомба» (запись трека на студии 2С осенью 1997 года)
- 2013: MC MIX (Max Mix Pro, DA B.O.M.B.) — «Я еду дальше» (cuts by DJ Spot)